# Michel Mayeres
Michel Mayeres est un architecte, géomètre et entrepreneur belge de la période Art nouveau qui fut actif à Bruxelles.

## Immeubles de style «Art nouveau géométrique»
- 1904 : maison personnelle de Michel Mayeres, rue Potagère 150 
  - façade de briques blanches vernissées
  - baies d'imposte des fenêtres du premier étage en forme d'arc outrepassé
  - oriel du deuxième étage à l'ornementation latérale géométrique
  - grande baie circulaire au troisième étage
  - corniche en forme d'arc surbaissé[1]

## Immeubles de style éclectique
- 1903 : rue Potagère 154[1]
- 1905 : rue Potagère 160-162
- 1909 : rue des Coteaux 43-49 (terminées par Jean Capette et Auguste Jeannin)